# Каменица (Пале)
Каменица је насељено мјесто у општини Пале, Република Српска, БиХ. Према попису становништва из 1991. у насељу је живјело 83 становника.

## Географија
Каменица се налазе у подножју планине Јахорине источно од Пала.

## Становништво
| Демографија | Демографија | Демографија |
| Година      | Становника  | Становника  |
| ----------- | ----------- | ----------- |
| 1991.       | 83          |             |